# J-AC TOP40
『J-AC TOP 40』（ジェイエーシー トップ フォーティー）は、京都のFMステーションα-STATIONで毎週土曜日14:00〜19:00に放送されている邦楽カウントダウン番組である。DJは谷口キヨコ。

## 概要
邦楽のα-STATIONでのオンエア・ポイント、京都主要レコード店のセールス・ポイント、リスナーからのリクエスト・ポイントを基にしたオリジナルランキングを発表している。

FM局のパーソナリティー離れしたキャラ全開の谷口のトークもウリのひとつで、実際、この番組への出演がきっかけで谷口の関西での知名度は一気に上昇、出演番組も急増し、様々な番組にレギュラーを持つ売れっ子となる礎を作った。
なお、当番組の放送トータル時間5時間は全番組の中でもっとも長い。

## 歴史
- 1993年7月 - 放送開始
  - 1993年7月1日、開局記念特番「J-AC TOP50」が放送される。
  - 次の週の7月10日よりレギュラープログラム「J-AC TOP30」としてスタート。以降、毎週土曜日の17:00〜19:00にオンエアされていた。
- 1994年4月 - 放送時間を14:00〜18:00に拡大し、現在の番組名となる。
- 2002年4月 - 放送時間を1時間延長し、14:00〜19:00となる。
- 2021年
  - 4月5日 - α-STATION開局30周年を記念した当番組のスピンオフ番組『J-AC BREEZING』を月〜水の15:00-16:00で放送開始。こちらはNON-DJ PROGLAMである。
  - 7月1日 - α-STATION開局30周年を記念して、30年間放送してきた邦楽ヒット曲の中から、究極のα-STATIONのJ-POP No.1を決定する開局特別番組『α-STATION 30 YEAR ULTIMATE COUNTDOWN SPECIAL PROGRAM「J-AC TOP100」』を11:00 - 15:00と16:00 - 18:00の2部構成で放送。こちらはレギュラー版DJである谷口とSPECIAL DJとして岡崎体育が担当する[1]。
  - 8月28日 - 「JAPAN AIRBORNE CAMP FESTIVAL 2021～ラジオで夏フェスやらせてくだ祭～」（通称：J-AC フェス）を挙行。これは夏フェスが行えない状況を鑑みて行った企画。当初は14日予定であったが、西日本を中心とした大雨の影響で延期していた。13日と27日の『CHUMMY TRAIN』では「J-AC フェス 前夜祭」を行った[2]

## 主なコーナー
以下の各コーナーを挟みながらTOP40を紹介。さらに合間を縫ってリスナーメッセージとトークを交えていく。
15時以降は約1時間毎にInformationを入れていく。

### 現在のコーナー(2023年4月から)
（15時台）J-AC CHECK THE LIVE
「Live Around The Kyoto」の後継コーナー。関西で行なわれるライブの中からオススメのライブを紹介する。2023年4月より14時台より移動。
（16時台）今週のほっかほか
放送週に解禁された新曲化から選抜して紹介していく。2022年1月15日の番組開始時のブログでは名前は解禁されておらず、16時台のコーナー最初も「今週のほやほや」であったが、谷口の意向で即座に変更された。ところが今度は「今週のあっつあつ、でもいいかな」となり、最終的にリスナー投票でこのタイトルに決定した。いずれも「届きたてほっかほか（ほやほや / あっつあつ）」から来ている。
（17時台）ALBUM LISTENING STATION
新しく発売されるアルバムを試聴するコーナー。過去の名盤を特集することも。2023年4月より15時台より移動。
（不定時/適宜）リクエストタイム
2019年ごろから開始された。毎週テーマを設定し、そこからリスナーの自由な発想でリクエストしてもらう。概ね正時跨ぎ前後で放送。
2022年1月8日の放送からは「都道府県リクエストタイム」と銘打ち、47個ある都道府県の中からひとつお題として選出し、その都道府県出身のアーティストや、メンバーに出身の人がいるユニット、その都道府県にまつわる曲を受け付ける。
2023年4月1日の放送からは「頭文字争奪リクエスト」へと変更。番組から発表されるワードをお題としてその一文字ずつから始まるタイトルの曲をリクエストするが、一文字につき一曲のみが選定。初回の例でいうとワード「リクエスト」に対して「リ」→リンダリンダ/THE BLUE HEARTS、「ク」→Crazy Crazy/星野源・・・という具合である。ただし放送回数の点から4文字以上となっているため、「若葉」は母音を伸ばして「わかばあ」などとされた一方、「ん」は対象外となるため、「大作戦」は「だいさくせ」で行われる。
15時台にゲストを迎えることがあり、その場合、16時台にALBUM LISTENING STATIONを行う。また、アーティストコメントなどを届けることも多々あり、WAY BACK RANKINGは各々休止する。
後述する「お出かけJ-AC」を行うときもゲストとのトークパートに重きを置くことも多く、その場合はコーナーの移動や休止だけでなく、カウントダウンを一定曲数をメドレー方式でオンエアする。 
年末には通常のコーナーをすべて休止して年間ランキングの発表を行う（ただし、その放送日のTOP40も一部時間帯を使ってまとめて行う）。

### 過去のコーナー
J-AC ALBUM RANKING
アルバムの京都主要レコード店のセールスポイントを集計しカウントダウン形式で発表している。毎週カウントダウンの後にひとつのアルバムから一曲をオンエアしている。2012年に終了。
一曲入魂（2012年からは一曲入魂リターンズ）
コーナー宛に来たリクエストから谷口が最も感銘を受けたメッセージについていたリクエスト曲をオンエアするコーナー。採用された場合谷口のサイン入りステッカーがプレゼントされる。谷口曰く「メッセージが最も重要で曲は二の次」とのこと。
もぎたてディスク
今後発売される新曲を視聴するコーナー。毎週4-5曲がオンエアされる。
Live Around The Kyoto
京都のライブ情報を伝えるコーナー。
お題で入魂
「一曲入魂」の後継コーナー。 お題に合ったリクエストとメッセージを募集する。
WAY BACK RANKING
過去の「J-AC TOP30」「J-AC TOP40」チャートのTOP10を紹介する。
Sing Back Ranking
「WAY BACK RANKING」の流れを継いで2021年4月に開始。大元は変わっていないものの、「Sing」とついているように、過去のヒット曲を年代ごとに、カラオケランキングとして紹介していく。当ランキングや選曲基準では縛られないので、通常ではかからないアーティストや歌謡曲が流れることがある。2022年1月8日に終了。
J-AC MONTHLY PICK UP
毎月、1つのアーティストに絞ってリクエストを紹介。最終週にはリクエストTOP3を発表。

## チャート

### チャートの傾向
チャートの集計方法としてα-STATIONでのオンエア・ポイント、京都主要レコード店のセールス・ポイント、リスナーからのリクエスト・ポイント、α-STATIONスタッフのプッシュ・ポイントを集計して40曲のランキングを作成している。
基本的に“その時に流行っている曲”が上位に入るが、馬場俊英、10-FEET、くるり、Chicago Poodleなど京都やα-STATIONに関係の深いアーティストはじわじわと上位に上がってくることが多い。
また、チャートの動きが他局に比べて遅めであることが特徴で、多くの曲が（この番組においては）ロングランヒットとなることも多い。
ランキング10週目以降でトップ3に上がることも珍しくない。また、京都やαにまつわる曲はオンエア・ポイントやプッシュ・ポイントを多く稼ぐため、ロングランかつ上位に入り続ける率も上がる。
番組では「J-POP（ジャパニーズ・ポップス）カウントダウン番組」としており、「邦楽チャート」ではありつつも、実際にはK-POPの曲も多くランクインする一方でジャニーズ、AKB48のいわゆる“アイドル”の曲やアニメソングなどはタイアップものの一部を除いてほとんどといっていいほどランクインされない。EXILE関連のグループはランクインするものとランクインしないものがある。そもそも当局においては、これらジャンルの選曲やオンエアに対して非常に消極的である。
尚、このランキングはα-STATIONのホームページで番組終了後に掲載されている（毎週土曜日（放送日）の19:30頃までに掲載）。また、翌日日曜日の京都新聞ホームページにも「文化・ライフ」面に「邦楽ヒットランキング TOP 40」というタイトルで掲載されている（およそ1か月間掲載）。

### 主な記録
（公式サイトにバックナンバーが掲載されている2006年1月7日以降）
連続1位
- 11週 やさしくなりたい（斉藤和義）

　　　　　　Family Song （星野源）
- 9週 雨のち晴レルヤ（ゆず）

　　　　馬と鹿　米津玄師
- 8週   粉雪（レミオロメン）
  - 足音 〜Be Strong（Mr.Children）

「雨のち晴レルヤ」は1位陥落後、同じゆずの「表裏一体」が2週に渡り1位になったため、ゆずの曲が11週連続1位となった。
上記の楽曲はいずれも年末から翌年始にかけて連続1位になっている。
連続チャートイン
- 69週 マタアイマショウ（SEAMO）
- 66週 手紙 〜拝啓 十五の君へ〜（アンジェラ・アキ）

年間チャート1位
| 年度                         | 楽曲                     | アーティスト           |
| ---------------------------- | ------------------------ | ---------------------- |
| 2006年                       | 純恋歌                   | 湘南乃風               |
| 2007年                       | 蕾                       | コブクロ               |
| 2008年                       | そばにいるね             | 青山テルマ feat.SoulJa |
| 2009年                       | 手紙 〜拝啓 十五の君へ〜 | アンジェラ・アキ       |
| 2010年                       | トイレの神様             | 植村花菜               |
| 2011年                       | 笑ってたいんだ           | いきものがかり         |
| 2012年                       | 祈り 〜涙の軌道          | Mr.Children            |
| 2013年                       | 向かい風は未来からの風   | 馬場俊英               |
| 2014年                       | ひまわりの約束           | 秦基博                 |
| 2015年                       | 未完                     | Mr.Children            |
| 2016年                       | アンテナラスト           | 10-FEET                |
| 2017年                       | 恋                       | 星野源                 |
| 2018年                       | Lemon                    | 米津玄師               |
| 2019年                       | HAPPY BIRTHDAY           | back number            |
| 2020年                       | 裸の心                   | あいみょん             |
| 2021年                       | ポニーテイル             | ビッケブランカ         |
| 2022年                       | ミックスナッツ           | Official髭男dism       |
| 2023年                       | 愛の花                   | あいみょん             |
| 1993〜2020年 （J-AC TOP100） | 琥珀色の街、上海蟹の朝   | くるり                 |

## その他
2009年3月までは当時の次番組であった『MOVING FILE』との間はステブレレスとなっていた。前番組の終わりでDJが聴取者の投稿を基にした質問をし、次番組のDJが答えるのが恒例であった。谷口の高いテンションをもって質問をした結果、クールな雰囲気の三嶋真路までもが前番組の雰囲気につられてしまうこともしばしばあった。
この番組の前に放送されている『TEA FOR TWO』終了後にHEADLINE NEWSとTRAFFIC LINE、さらにいくつかCMをはさんでいるため、実際の放送開始は14:00を少し過ぎたところから始まる。

### おでかけJ-AC
数か月に1回の割合で、公開生放送「おでかけJ-AC」を行う。
かつては宮津市にある複合商業施設宮津シーサイドマートミップルにスタジオを持っており、不定期で前枠の『α-DAYLIGHT CALL』ともども公開生放送を行っていたが、2016年7月16日の『J-AC TOP40』公開生放送をもって終了した。それ以来宮津市からは公開生放送を行わないうえ、コロナ禍などの影響もあって「おでかけ」自体行うのは以下の京都マラソン以外皆無となっていたが、2023年9月9日、文化庁が京都へ移転してきたことを歓迎し、「日本の美と心を」をテーマに、自然・四季・日本文化の魅力を京都から発信する「きょう ハレの日、」が展開される中、グルメイベントや各種ライブイベントが開催する、道の駅海の京都 宮津 島崎公園から『文化庁移転記念事業Opening Celebration 「きょう　ハレの日、」Edtion J-AC TOP40 SPECIAL LIVE SHOW in 『道の駅 海の京都 宮津 島崎公園』』を行うことで本格的な再開となる
現在は谷口が応援大使を務める京都マラソン実施日前日にプレイベントが行われる京都市勧業館みやこめっせ3F　「おこしやす広場」に特設ステージを設けて『J-AC TOP40 SPECIAL LIVE SHOW in KYOTO MARATHON』を行うのが定番化している